# Josef Uridil
Josef Uridil (24 de dezembro de 1895 - 20 de maio de 1962) foi um futebolista e treinador de futebol austríaco. Treinou a Romênia na Copa do Mundo FIFA de 1934.